# Haynecourt
Haynecourt – miejscowość i gmina we Francji, w regionie Hauts-de-France, w departamencie Nord.
Według danych na rok 1990 gminę zamieszkiwały 442 osoby, a gęstość zaludnienia wynosiła 75 osób/km² (wśród 1549 gmin regionu Nord-Pas-de-Calais Haynecourt plasuje się na 823. miejscu pod względem liczby ludności, natomiast pod względem powierzchni na miejscu 604.).